# ستيوارت هورن
ستيوارت هورن (13 سبتمبر 1979 - )  (بالإنجليزية: Stuart Horne)‏ هو لاعب كريكت بريطاني.